# Кашуэйра-Дорада (Гояс)
Кашуэйра-Дорада (порт. Cachoeira Dourada) — муниципалитет в Бразилии, входит в штат Гояс. Составная часть мезорегиона Юг штата Гойас. Входит в экономико-статистический микрорегион Мея-Понти. Население составляет 8542 человека на 2006 год. Занимает площадь 521,130 км². Плотность населения — 16,4 чел./км².

## История
Город основан 14 мая 1982 года. 

## Статистика
- Валовой внутренний продукт на 2003 год составляет 242 829 237,00 реалов (данные: Бразильский институт географии и статистики).
- Валовой внутренний продукт на душу населения на 2003 год составляет 28 454,33 реала (данные: Бразильский институт географии и статистики).
- Индекс развития человеческого потенциала на 2000 год составляет 0,759 (данные: Программа развития ООН).